# Los hermanos Kip
"Los hermanos Kip" ("Les Frères Kip") es una novela del escritor francés Jules Verne, publicada en la "Magazine de ilustración y recreo" ("Magasin d’Education et de Récréation") desde el 1 de enero hasta el 15 de diciembre de 1902, y recogida en un volumen doble el 20 de noviembre de ese mismo año, en el que falleció Paul Verne, hermano de Jules, que le dedicaría la obra en homenaje

## Argumento
Dos hermanos logran escapar de la cárcel acusados de un delito que no cometieron, y buscan pruebas para probar su inocencia.
Es una de las novelas más desconocidas del autor, publicada en su etapa más sombría.

## Características de la novela

### Personajes que inspiraron la novela
Esta novela tal vez se base en un asunto judicial de finales del siglo XIX: el de los Hermanos Rorique (cuyo apellido real era Degrave), acusados de cometer actos de piratería en la Polinesia.

### El talento de Jules Verne
En el comienzo de la novela, en el trayecto por mar, no podemos encontrar el genio habitual de Jules Verne. A continuación, sin embargo, la novela es convincente: el lector percibe los acontecimientos tal como los estarían viviendo los dos hermanos, como ocurre durante la fuga de la prisión de Port Arthur (Tasmania), llena de sorpresas.

### El motín
Jules Verne describe el motín muy brevemente en una sola página. 

### El cuerpo de la Kris
El arma utilizada para el asesinato es un cuchillo Kris. Parte de este cuchillo, la funda, se encuentra en la escena del crimen, y se identifica el arma con precisión. Jules Verne reanudará este tipo de investigación ficticia más tarde, en otra de sus novelas: "Un drama en Livonia", obra publicada en 1904. El cuerpo del cuchillo utilizado por el homicida deja una marca característica en las víctimas. 

### Julio Verne y los irlandeses fenianos
En este libro, Verne habla de los rebeldes de Irlanda: los fenianos. Están condenados injustamente. Dos de ellos son presos que están preparando un intento de escape con la ayuda de un barco estadounidense. En otra de sus novelas, "Aventuras de un niño irlandés" (1893), Jules Verne habla sobre la pobreza de los irlandeses.

## Capítulos
- I La taberna de las tres urracas.

- II La nave James Cook.

- III Manos a la obra.

- IV Escala en Wellington.

- V Unos días de navegación.

- VI A la vista de la Isla Norfolk.

- VII Los dos hermanos.

- VIII El Mar del Coral.

- IX A través de las Luisíadas.

- X Remontando hacia el norte.

- XI Port Praslin.7°25′0″S 158°17′00″E / -7.41667, 158.28333

- XII Tres semanas en el archipiélago.

- XIII El asesinato.

- XIV Incidentes.

- XV Hobart Town.

- XVI Proyectos para el porvenir.

- XVII Últimas maniobras.

- XVIII Ante el consejo marítimo.

- XIX Prosigue el juicio.

- XX La condena.

- XXI Esperando la ejecución.

- XXII Puerto Arturo.

- XXIII ¡Juntos!

- XXIV Los fenianos.

- XXV El aviso.

- XXVI La punta Saint-James.

- XXVII La evasión.

- XXVIII La causa de los Kip.

- XXIX Revelación providencial.

- XXX Conclusión.

## Adaptaciones

### Televisión
- 1979: "Los hermanos Kip" ("Bratři Kipové"). Telefilme. Česká televize 1. Checoslovaquia.

- - Dirección: Pavel Kraus.

- - Intérpretes: Rudolf Jelínek, Otakar Brousek el joven, Jirí Adamíra, Jirí Kodet, Borivoj Navrátil, Rudolf Hrusínský, Karel Houska, Josef Vinklář.

- - Duración: 84 min.[2]